# Hollandia a 2012. évi nyári olimpiai játékokon

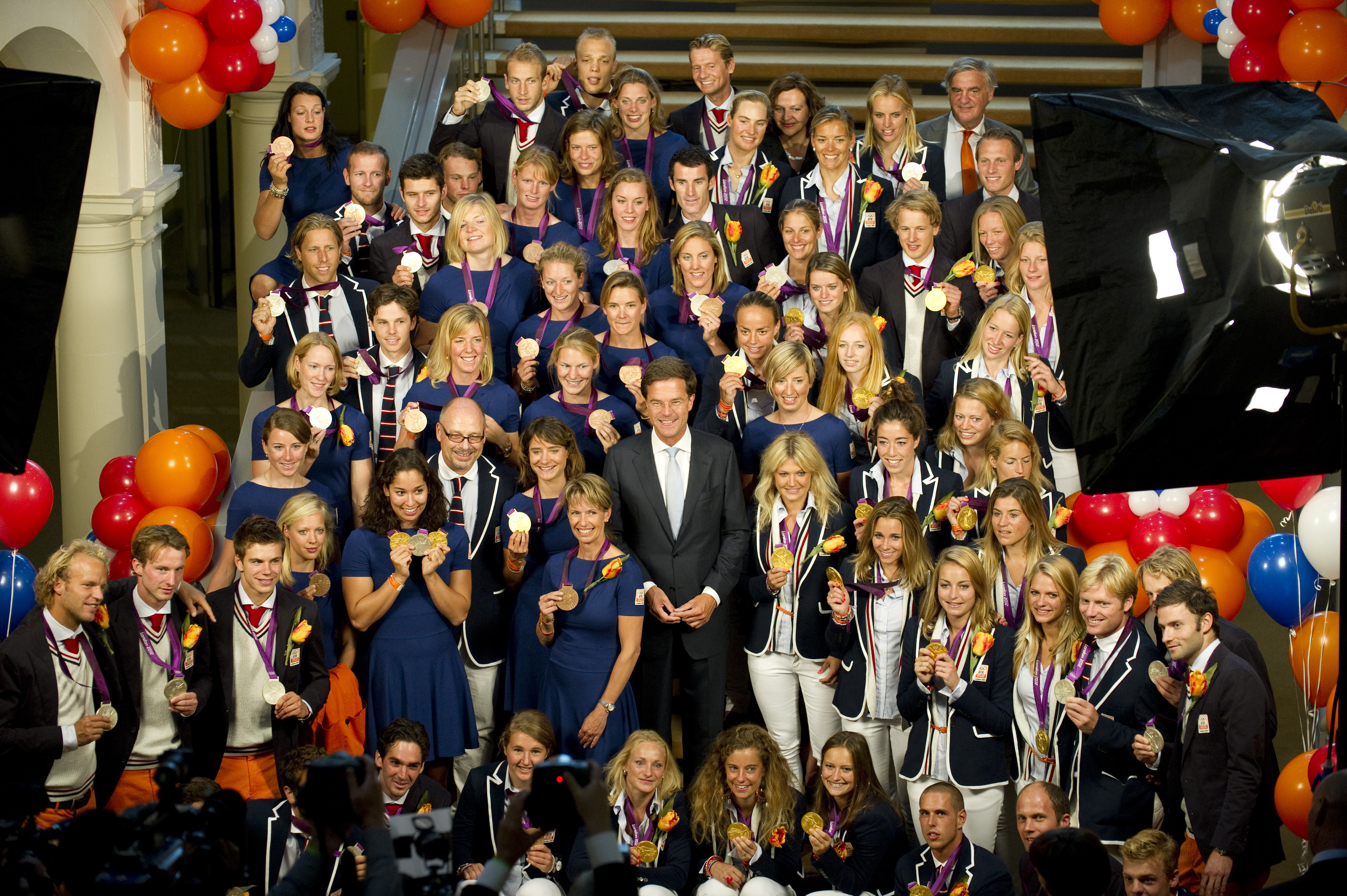
Hollandia londoni olimpiai érmesei Mark Rutte miniszterelnökkel

Hollandia a nagy-britanniai Londonban megrendezett 2012. évi nyári olimpiai játékok egyik részt vevő nemzete volt. Az országot az olimpián 19 sportágban 173 sportoló képviselte, akik összesen 20 érmet szereztek.

## Érmesek
| Érem  | Versenyző | Sportág      | Versenyszám              |
| ----- | --- | ------------ | ------------------------ |
| Arany | Nemzeti válogatott Marilyn Agliotti Naomi van As Merel de Blaey Carlien Dirkse van den Heuvel Margot van Geffen Maartje Goderie Eva de Goede Ellen Hoog Kelly Jonker Kim Lammers Caia van Maasakker Kitty van Male Maartje Paumen Sophie Polkamp Joyce Sombroek Lidewij Welten                | Gyeplabda    | Női                      |
| Arany | Marianne Vos | Kerékpározás | Női egyéni mezőnyverseny |
| Arany | Epke Zonderland | Torna        | Férfi nyújtó             |
| Arany | Ranomi Kromowidjojo | Úszás        | Női 50 m gyors           |
| Arany | Ranomi Kromowidjojo | Úszás        | Női 100 m gyors          |
| Arany | Dorian van Rijsselberghe | Vitorlázás   | Férfi szörfvitorlázás    |
| Ezüst | Nemzeti válogatott Sander Baart Billy Bakker Marcel Balkestein Floris Evers Rogier Hofman Robert van der Horst Tim Jenniskens Wouter Jolie Robbert Kemperman Teun de Nooijer Jaap Stockmann Valentin Verga Klaas Vermeulen Bob de Voogd Mink van der Weerden Roderick Weusthof Sander de Wijn | Gyeplabda    | Férfi                    |
| Ezüst | Adelinde Cornelissen | Lovaglás     | Díjlovaglás, egyéni      |
| Ezüst | Gerco Schröder | Lovaglás     | Díjugratás, egyéni       |
| Ezüst | Jur Vrieling Maikel van der Vleuten Marc Houtzager Gerco Schröder | Lovaglás     | Díjugratás, csapat       |
| Ezüst | Inge Dekker Marleen Veldhuis Femke Heemskerk Ranomi Kromowidjojo Hinkelien Schreuder | Úszás        | Női 4 × 100 m gyorsváltó |
| Ezüst | Marit Bouwmeester | Vitorlázás   | Női laser radial         |
| Bronz | Henk Grol | Cselgáncs    | Férfi félnehézsúly       |
| Bronz | Edith Bosch | Cselgáncs    | Női középsúly            |
| Bronz | Jacobine Veenhoven Nienke Kingma Chantal Achterberg Sytske de Groot Roline Repelaer van Driel Claudia Belderbos Carline Bouw Annemiek de Haan Anne Schellekens | Evezés       | Női nyolcas              |
| Bronz | Teun Mulder | Kerékpározás | Férfi keirin             |
| Bronz | Laura Smulders | Kerékpározás | Női BMX                  |
| Bronz | Marleen Veldhuis | Úszás        | Női 50 m gyors           |
| Bronz | Anky van Grunsven Edward Gal Adelinde Cornelissen | Lovaglás     | Díjlovaglás, csapat      |
| Bronz | Lobke Berkhout Lisa Westerhof | Vitorlázás   | Női 470-es osztály       |

## Asztalitenisz
Női
| Versenyző                   | Versenyszám | Selejtező         | 64-es főtábla     | 48-as főtábla     | 32-es főtábla                                                 | Nyolcaddöntő                                                           | Negyeddöntő                                         | Elődöntő          | Döntő             | Helyezés |
| Versenyző                   | Versenyszám | Ellenfél Eredmény | Ellenfél Eredmény | Ellenfél Eredmény | Ellenfél Eredmény                                             | Ellenfél Eredmény                                                      | Ellenfél Eredmény                                   | Ellenfél Eredmény | Ellenfél Eredmény | Helyezés |
| --------------------------- | ----------- | ----------------- | ----------------- | ----------------- | ------------------------------------------------------------- | ---------------------------------------------------------------------- | --------------------------------------------------- | ----------------- | ----------------- | -------- |
| Jiao Li                     | Egyes       | erőnyerő          | erőnyerő          | erőnyerő          | Marharita Peszocka (UKR) · 11–3, 11–9, 11–4, 11–4             | Elizabeta Samara (ROU) · 11–5, 8–11, 13–11, 6–11, 11–9, 11–7           | Li Xiaoxia (CHN) · 5–11, 9–11, 9–11, 7–11           | kiesett           | kiesett           | 5.       |
| Jie Li                      | Egyes       | erőnyerő          | erőnyerő          | erőnyerő          | Natalia Partyka (POL) · 11–13, 6–11, 16–14, 11–7, 12–10, 11–7 | Fukuhara Ai (JPN) · 4–11, 11–8, 11–8, 11–6, 5–11, 8–11, 8–11           | kiesett                                             | kiesett           | kiesett           | 9.       |
| Jiao Li Jie Li Elena Timina | Csapat      |                   |                   |                   |                                                               | Egyiptom (EGY) · Nadeen El-Dawlatly · Dina Meshref · Raghd Magdy · 3–0 | Kína (CHN) · Li Xiaoxia · Ding Ning · Guo Yue · 0–3 | kiesett           | kiesett           | 5.       |

## Atlétika
Férfi
| Versenyző                                                            | Versenyszám     | Selejtező | Selejtező | Selejtező | Előfutam | Előfutam | Előfutam | Elődöntő      | Elődöntő      | Elődöntő      | Döntő   | Döntő    |
| Versenyző                                                            | Versenyszám     | Idő       | Hely.     | Össz.     | Idő      | Hely.    | Össz.    | Idő           | Hely.         | Össz.         | Idő     | Helyezés |
| -------------------------------------------------------------------- | --------------- | --------- | --------- | --------- | -------- | -------- | -------- | ------------- | ------------- | ------------- | ------- | -------- |
| Churandy Martina                                                     | 100 m           | kiemelt   | kiemelt   | kiemelt   | 10,20    | 3.       | 20.      | 9,91          | 2.            | 5.            | 9,94    | 6.       |
| Churandy Martina                                                     | 200 m           |           |           |           | 20,58    | 1.       | 17.      | 20,17         | 1.            | 4.            | 20,00   | 5.       |
| Robert Lathouwers                                                    | 800 m           |           |           |           | 1:46,06  | 2.       | 10.      | 1:45,85       | 5.            | 16.           | kiesett | kiesett  |
| Gregory Sedoc                                                        | 110 m gát       |           |           |           | 13,52    | 3.       | 17.*     | nem ért célba | nem ért célba | nem ért célba | kiesett | kiesett  |
| Brian Mariano Churandy Martina Giovanni Codrington Patrick van Luijk | 4 × 100 m váltó |           |           |           | 38,29    | 3.       | 8.       |               |               |               | 38,39   | 6.       |

| Versenyző    | Versenyszám   | Selejtező | Selejtező | Döntő    | Döntő    |
| Versenyző    | Versenyszám   | Eredmény  | Helyezés  | Eredmény | Helyezés |
| ------------ | ------------- | --------- | --------- | -------- | -------- |
| Rutger Smith | Súlylökés     | 20,08 m   | 14.       | kiesett  | kiesett  |
| Erik Cadée   | Diszkoszvetés | 63,55 m   | 12.       | 62,78 m  | 10.      |
| Rutger Smith | Diszkoszvetés | 63,09 m   | 16.       | kiesett  | kiesett  |

| Versenyző          | Versenyszám | 100 m | 100 m | Távolugrás | Távolugrás | Súlylökés | Súlylökés | Magasugrás | Magasugrás | 400 m | 400 m | 110 m gát | 110 m gát | Diszkoszvetés | Diszkoszvetés | Rúdugrás | Rúdugrás | Gerelyhajítás | Gerelyhajítás | 1500 m  | 1500 m | Végeredmény | Végeredmény |
| Versenyző          | Versenyszám | Idő   | Pont  | Eredmény   | Pont       | Eredmény  | Pont      | Eredmény   | Pont       | Idő   | Pont  | Idő       | Pont      | Eredmény      | Pont          | Eredmény | Pont     | Eredmény      | Pont          | Idő     | Pont   | Pont        | Helyezés    |
| ------------------ | ----------- | ----- | ----- | ---------- | ---------- | --------- | --------- | ---------- | ---------- | ----- | ----- | --------- | --------- | ------------- | ------------- | -------- | -------- | ------------- | ------------- | ------- | ------ | ----------- | ----------- |
| Eelco Sintnicolaas | Tízpróba    | 10,85 | 894   | 737 cm     | 903        | 14,18 m   | 739       | 193 cm     | 740        | 48,85 | 868   | 14,43     | 920       | 32,26 m       | 509           | 530 cm   | 1004     | 58,82 m       | 720           | 4:31,17 | 737    | 8034        | 11.         |
| Ingmar Vos         | Tízpróba    | 10,98 | 865   | 727 cm     | 878        | 13,77 m   | 714       | 196 cm     | 767        | 49,62 | 832   | 14,61     | 897       | 42,26 m       | 711           | 450 cm   | 760      | 61,60 m       | 762           | 4:50,01 | 619    | 7805        | 21.         |

Női
| Versenyző                                                | Versenyszám     | Előfutam | Előfutam | Előfutam | Döntő         | Döntő         |
| Versenyző                                                | Versenyszám     | Idő      | Hely.    | Össz.    | Idő           | Helyezés      |
| -------------------------------------------------------- | --------------- | -------- | -------- | -------- | ------------- | ------------- |
| Hilda Kibet                                              | Maraton         |          |          |          | 2:28:52       | 24.           |
| Lornah Kiplagat                                          | Maraton         |          |          |          | nem ért célba | nem ért célba |
| Kadene Vassell Dafne Schippers Eva Lubbers Jamile Samuel | 4 × 100 m váltó | 42,45    | 3.       | 5.       | 42,70         | 6.            |

| Versenyző      | Versenyszám   | Selejtező | Selejtező | Döntő    | Döntő    |
| Versenyző      | Versenyszám   | Eredmény  | Helyezés  | Eredmény | Helyezés |
| -------------- | ------------- | --------- | --------- | -------- | -------- |
| Monique Jansen | Diszkoszvetés | 57,50 m   | 31.       | kiesett  | kiesett  |

| Versenyző       | Versenyszám | 100 m gát | 100 m gát | Magasugrás | Magasugrás | Súlylökés | Súlylökés | 200 m | 200 m | Távolugrás | Távolugrás | Gerelyhajítás | Gerelyhajítás | 800 m   | 800 m | Végeredmény | Végeredmény |
| Versenyző       | Versenyszám | Idő       | Pont      | Eredmény   | Pont       | Eredmény  | Pont      | Idő   | Pont  | Eredmény   | Pont       | Eredmény      | Pont          | Idő     | Pont  | Pont        | Helyezés    |
| --------------- | ----------- | --------- | --------- | ---------- | ---------- | --------- | --------- | ----- | ----- | ---------- | ---------- | ------------- | ------------- | ------- | ----- | ----------- | ----------- |
| Dafne Schippers | Hétpróba    | 13,48     | 1053      | 180 cm     | 978        | 13,67 m   | 772       | 22,83 | 1096  | 628 cm     | 937        | 36,63 m       | 603           | 2:15,52 | 885   | 6324        | 11.         |
| Nadine Broersen | Hétpróba    | 13,64     | 1030      | 186 cm     | 1054       | 13,57 m   | 765       | 25,13 | 875   | 594 cm     | 831        | 51,98 m       | 899           | 2:16,98 | 865   | 6319        | 12.         |

* - két másik versenyzővel azonos eredményt ért el

## Cselgáncs
Férfi
| Versenyző        | Versenyszám  | Selejtező         | 32-es főtábla                                  | Nyolcaddöntő                         | Negyeddöntő                          | Elődöntő                                  | Vigaszág elődöntő                   | Bronz- mérkőzés                                  | Döntő             | Helyezés |
| Versenyző        | Versenyszám  | Ellenfél Eredmény | Ellenfél Eredmény                              | Ellenfél Eredmény                    | Ellenfél Eredmény                    | Ellenfél Eredmény                         | Ellenfél Eredmény                   | Ellenfél Eredmény                                | Ellenfél Eredmény | Helyezés |
| ---------------- | ------------ | ----------------- | ---------------------------------------------- | ------------------------------------ | ------------------------------------ | ----------------------------------------- | ----------------------------------- | ------------------------------------------------ | ----------------- | -------- |
| Jeroen Mooren    | Légsúly      | erőnyerő          | Artiom Arshansky (ISR) · 000(1)–000(1) (bírói) | kiesett                              | kiesett                              | kiesett                                   |                                     |                                                  |                   | 17.      |
| Dex Elmont       | Könnyűsúly   | erőnyerő          | Emmanuel Nartey (GHA) · 111(0)–000(3)          | Bruno Mendonca (BRA) · 001(1)–000(2) | Ugo Legrand (FRA) · 100(0)–000(0)    | Nakaja Riki (JPN) · 000(0)–000(1) (bírói) |                                     | Szajndzsargalin Njam-Ocsir (MGL) · 000(2)–001(1) |                   | 5.       |
| Guillaume Elmont | Váltósúly    | erőnyerő          | Alain Schmitt (FRA) · 000(0)–000(1) (bírói)    | kiesett                              | kiesett                              | kiesett                                   |                                     |                                                  |                   | 17.      |
| Henk Grol        | Félnehézsúly | erőnyerő          | Dominic Dugasse (SEY) · 101(0)–000(0)          | Luciano Corrêa (BRA) · 010(1)–000(3) | Dimitri Peters (GER) · 000(1)–010(0) |                                           | Lukáš Krpálek (CZE) · 101(0)–000(0) | Hvang Hithe (KOR) · 010(0)–000(0)                |                   |          |
| Luuk Verbij      | Nehézsúly    | erőnyerő          | Bor Barna (HUN) · 000(2)–001(0)                | kiesett                              | kiesett                              | kiesett                                   |                                     |                                                  |                   | 17.      |

Női
| Versenyző              | Versenyszám  | Selejtező                           | Nyolcaddöntő                           | Negyeddöntő                          | Elődöntő          | Vigaszág elődöntő                        | Bronz- mérkőzés                            | Döntő             | Helyezés |
| Versenyző              | Versenyszám  | Ellenfél Eredmény                   | Ellenfél Eredmény                      | Ellenfél Eredmény                    | Ellenfél Eredmény | Ellenfél Eredmény                        | Ellenfél Eredmény                          | Ellenfél Eredmény | Helyezés |
| ---------------------- | ------------ | ----------------------------------- | -------------------------------------- | ------------------------------------ | ----------------- | ---------------------------------------- | ------------------------------------------ | ----------------- | -------- |
| Birgit Ente            | Légsúly      | erőnyerő                            | Csernoviczki Éva (HUN) · 000(1)–001(0) | kiesett                              | kiesett           |                                          |                                            |                   | 9.       |
| Elisabeth Willeboordse | Váltósúly    | Káren Sammász (LIB) · 110(0)–000(1) | Séverine Nébié (BUR) · 100(0)–000(1)   | Xu Lili (CHN) · 000(1)–100(0)        |                   | Ueno Josie (JPN) · 000(0)–001(0)         | kiesett                                    |                   | 7.       |
| Edith Bosch            | Középsúly    | erőnyerő                            | Sally Conway (GBR) · 010(0)–000(1)     | Kerstin Thiele (GER) · 000(0)–010(1) |                   | Tacsimoto Haruka (JPN) · 001(1)–000(2)   | Hvang Jeszul (KOR) · 001(1)–001(1) (bírói) |                   |          |
| Marhinde Verkerk       | Félnehézsúly | erőnyerő                            | Ogata Akari (JPN) · 011(0)–002(0)      | Gemma Gibbons (GBR) · 000(0)–010(0)  |                   | Yang Xiuli (CHN) · 000(0)–000(0) (bírói) | Mayra Aguiar (BRA) · 000(0)–100(0)         |                   | 5.       |

## Evezés
Férfi
| Versenyző | Versenyszám                          | Előfutam | Előfutam | Vigaszág | Vigaszág | Elődöntő | Elődöntő | Elődöntő | Döntő | Döntő   | Döntő | Helyezés |
| Versenyző | Versenyszám                          | Idő      | Hely.    | Idő      | Hely.    | Típus    | Idő      | Hely.    | Típus | Idő     | Hely. | Helyezés |
| --- | ------------------------------------ | -------- | -------- | -------- | -------- | -------- | -------- | -------- | ----- | ------- | ----- | -------- |
| Nanne Sluis Meindert Klem | Kormányos nélküli kettes             | 6:25,90  | 3.       |          |          | A/B      | 7:13,77  | 6.       | B     | 7:05,12 | 5.    | 11.      |
| Kaj Hendriks Boaz Meylink Ruben Knab Mechiel Versluis                                                                                     | Kormányos nélküli négyes             | 5:55,99  | 2.       |          |          | A/B      | 6:03,71  | 3.       | A     | 6:14,78 | 5.    | 5.       |
| Sjoerd Hamburger Diederik Simon Rogier Blink Matthijs Vellenga Roel Braas Jozef Klaassen Olivier Siegelaar Mitchel Steenman Peter Wiersum | Nyolcas                              | 5:28,99  | 3.       | 5:27,98  | 3.       |          |          |          | A     | 5:51,72 | 5.    | 5.       |
| Roeland Lievens Timothee Heijbrock Vincent Muda Tycho Muda                                                                                | Könnyűsúlyú kormányos nélküli négyes | 5:52,47  | 2.       |          |          | A/B      | 6:01,37  | 3.       | A     | 6:11,39 | 6.    | 6.       |

Női
| Versenyző | Versenyszám              | Előfutam | Előfutam | Vigaszág | Vigaszág | Elődöntő | Elődöntő | Elődöntő | Döntő | Döntő   | Döntő | Helyezés |
| Versenyző | Versenyszám              | Idő      | Hely.    | Idő      | Hely.    | Típus    | Idő      | Hely.    | Típus | Idő     | Hely. | Helyezés |
| --- | ------------------------ | -------- | -------- | -------- | -------- | -------- | -------- | -------- | ----- | ------- | ----- | -------- |
| Inge Janssen Elisabeth Hogerwerf | Kétpárevezős             | 7:00,10  | 4.       | 7:19,80  | 5.       |          |          |          | B     | 7:29,57 | 2.    | 8.       |
| Jacobine Veenhoven Nienke Kingma Chantal Achterberg Sytske de Groot Roline Repelaer van Driel Claudia Belderbos Carline Bouw Annemiek de Haan Anne Schellekens | Nyolcas                  | 6:18,98  | 3.       | 6:15,36  | 1.       |          |          |          | A     | 6:13,12 | 3.    |          |
| Rianne Sigmond Maaike Head | Könnyűsúlyú kétpárevezős | 7:10,49  | 4.       | 7:19,26  | 1.       | A/B      | 7:19,31  | 5.       | B     | 7:20,36 | 2.    | 8.       |

## Gyeplabda

### Férfi
| Holland férfi gyeplabdacsapat-játékoskeret | Holland férfi gyeplabdacsapat-játékoskeret |
| --- | --- |
| - Sander Baart - Billy Bakker - Marcel Balkestein - Floris Evers - Rogier Hofman - Robert van der Horst - Tim Jenniskens - Wouter Jolie - Robbert Kemperman | - Teun de Nooijer - Jaap Stockmann - Valentin Verga - Klaas Vermeulen - Bob de Voogd - Mink van der Weerden - Roderick Weusthof - Sander de Wijn |

#### Eredmények
Csoportkör
B csoport
| Csapat            | M | Gy | D | V | G+ | G– | Gk  | P  |
| ----------------- | - | -- | - | - | -- | -- | --- | -- |
| Hollandia (NED)   | 5 | 5  | 0 | 0 | 18 | 7  | +11 | 15 |
| Németország (GER) | 5 | 3  | 1 | 1 | 14 | 11 | +3  | 10 |
| Belgium (BEL)     | 5 | 2  | 1 | 2 | 8  | 7  | +1  | 7  |
| Dél-Korea (KOR)   | 5 | 2  | 0 | 3 | 9  | 8  | +1  | 6  |
| Új-Zéland (NZL)   | 5 | 1  | 2 | 2 | 10 | 14 | −4  | 5  |
| India (IND)       | 5 | 0  | 0 | 5 | 6  | 18 | −12 | 0  |

| 2012. július 30. 16:00 (17:00) | Hollandia (NED)                                        | 3–2               | India (IND)                    | Riverbank Arena, London Játékvezetők: Tim Pullman (AUS) Nathan Stagno (GIB) |
| 2012. július 30. 16:00 (17:00) | van der Horst 20' · Weusthof 29' · van der Weerden 51' | (2–0) Jegyzőkönyv | D. Szingh 45' · Si. Szingh 48' | Riverbank Arena, London Játékvezetők: Tim Pullman (AUS) Nathan Stagno (GIB) |

| 2012. augusztus 1. 10:45 (11:45) | Belgium (BEL) | 1–3               | Hollandia (NED)                         | Riverbank Arena, London Játékvezetők: Hamish Jamson (NZL) Gary Simmonds (RSA) |
| 2012. augusztus 1. 10:45 (11:45) | Dekeyser 58'  | (0–0) Jegyzőkönyv | van der Weerden 43', 62' · de Voogd 70' | Riverbank Arena, London Játékvezetők: Hamish Jamson (NZL) Gary Simmonds (RSA) |

| 2012. augusztus 3. 10:45 (11:45) | Hollandia (NED)                                                       | 5–1               | Új-Zéland (NZL) | Riverbank Arena, London Játékvezetők: Ged Curran (GBR) Nathan Stagno (GIB) |
| 2012. augusztus 3. 10:45 (11:45) | Weusthof 16' · van der Weerden 27' · Bakker 29', 56' · Kempermann 67' | (3–1) Jegyzőkönyv | Child 5'        | Riverbank Arena, London Játékvezetők: Ged Curran (GBR) Nathan Stagno (GIB) |

| 2012. augusztus 5. 16:00 (17:00) | Hollandia (NED)                                     | 3–1               | Németország (GER) | Riverbank Arena, London Játékvezetők: David Gentles (AUS) Ged Curran (GBR) |
| 2012. augusztus 5. 16:00 (17:00) | de Voogd 14' · de Nooijer 36' · van der Weerden 41' | (1–1) Jegyzőkönyv | Zeller 3'         | Riverbank Arena, London Játékvezetők: David Gentles (AUS) Ged Curran (GBR) |

| 2012. augusztus 7. 08:30 (09:30) | Dél-Korea (KOR)               | 2–4               | Hollandia (NED)                                             | Riverbank Arena, London Játékvezetők: Marcin Grochal (POL) Ged Curran (GBR) |
| 2012. augusztus 7. 08:30 (09:30) | Nam Hjonu 53' · I Namjong 62' | (0–2) Jegyzőkönyv | van der Weerden 17' · Verga 21' · Weusthof 47' · Bakker 64' | Riverbank Arena, London Játékvezetők: Marcin Grochal (POL) Ged Curran (GBR) |

Elődöntő
| 2012. augusztus 9. 20:00 (21:00) | Hollandia (NED)                                                                                 | 9–2               | Nagy-Britannia (GBR)    | Riverbank Arena, London Játékvezetők: Christian Blasch (GER) David Gentles (AUS) |
| 2012. augusztus 9. 20:00 (21:00) | Weusthof 9', 15', 60' · van der Weerden 22' · Bakker 33', 44', 51' · de Nooijer 47' · Evers 48' | (4–1) Jegyzőkönyv | Jackson 18' · Moore 65' | Riverbank Arena, London Játékvezetők: Christian Blasch (GER) David Gentles (AUS) |

Döntő
| 2012. augusztus 11. 20:00 (21:00) | Németország (GER) | 2–1               | Hollandia (NED)     | Riverbank Arena, London Játékvezetők: David Gentles (AUS) Ged Curran (GBR) |
| 2012. augusztus 11. 20:00 (21:00) | Rabente 33', 66'  | (1–0) Jegyzőkönyv | van der Weerden 54' | Riverbank Arena, London Játékvezetők: David Gentles (AUS) Ged Curran (GBR) |

| Csapat          | Helyezés |
| --------------- | -------- |
| Hollandia (NED) |          |

### Női
| Holland női gyeplabdacsapat-játékoskeret | Holland női gyeplabdacsapat-játékoskeret                                                                                               |
| --- | --- |
| - Marilyn Agliotti - Naomi van As - Merel de Blaey - Carlien Dirkse van den Heuvel - Margot van Geffen - Maartje Goderie - Eva de Goede - Ellen Hoog | - Kelly Jonker - Kim Lammers - Caia van Maasakker - Kitty van Male - Maartje Paumen - Sophie Polkamp - Joyce Sombroek - Lidewij Welten |

#### Eredmények
Csoportkör
A csoport
| Csapat               | M | Gy | D | V | G+ | G– | Gk | P  |
| -------------------- | - | -- | - | - | -- | -- | -- | -- |
| Hollandia (NED)      | 5 | 5  | 0 | 0 | 12 | 5  | +7 | 15 |
| Nagy-Britannia (GBR) | 5 | 3  | 0 | 2 | 14 | 7  | +7 | 9  |
| Kína (CHN)           | 5 | 2  | 1 | 2 | 6  | 3  | +3 | 7  |
| Dél-Korea (KOR)      | 5 | 2  | 0 | 3 | 9  | 13 | −4 | 6  |
| Japán (JPN)          | 5 | 1  | 1 | 3 | 4  | 9  | −5 | 4  |
| Belgium (BEL)        | 5 | 0  | 2 | 3 | 2  | 10 | −8 | 2  |

| 2012. július 29. 10:45 (11:45) | Hollandia (NED)                      | 3–0               | Belgium (BEL) | Riverbank Arena, London Játékvezetők: Claire Adenot (FRA) Michelle Joubert (RSA) |
| 2012. július 29. 10:45 (11:45) | Lammers 33', 42' · van Maasakker 60' | (1–0) Jegyzőkönyv |               | Riverbank Arena, London Játékvezetők: Claire Adenot (FRA) Michelle Joubert (RSA) |

| 2012. július 31. 08:30 (09:30) | Hollandia (NED)            | 3–2               | Japán (JPN)                 | Riverbank Arena, London Játékvezetők: Kang Hyun-Young (KOR) Irene Presenqui (ARG) |
| 2012. július 31. 08:30 (09:30) | Lammers 4', 43' · Hoog 30' | (2–0) Jegyzőkönyv | Komazava 46' · Micuhasi 53' | Riverbank Arena, London Játékvezetők: Kang Hyun-Young (KOR) Irene Presenqui (ARG) |

| 2012. augusztus 2. 13:45 (14:45) | Kína (CHN) | 0–1               | Hollandia (NED) | Riverbank Arena, London Játékvezetők: Michelle Joubert (RSA) Szoma Csieko (JPN) |
| 2012. augusztus 2. 13:45 (14:45) |            | (0–1) Jegyzőkönyv | Goderie 10'     | Riverbank Arena, London Játékvezetők: Michelle Joubert (RSA) Szoma Csieko (JPN) |

| 2012. augusztus 4. 10:45 (11:45) | Hollandia (NED)                                   | 3–2               | Dél-Korea (KOR)      | Riverbank Arena, London Játékvezetők: Irene Presenqui (ARG) Claire Adenot (FRA) |
| 2012. augusztus 4. 10:45 (11:45) | Welten 10' · Hoog 14' · Dirkse van den Heuvel 36' | (2–1) Jegyzőkönyv | Cshon Szulki 5', 65' | Riverbank Arena, London Játékvezetők: Irene Presenqui (ARG) Claire Adenot (FRA) |

| 2012. augusztus 6. 19:00 (20:00) | Nagy-Britannia (GBR) | 1–2               | Hollandia (NED)           | Riverbank Arena, London Játékvezetők: Carolina de la Fuente (ARG) Szoma Csieko (JPN) |
| 2012. augusztus 6. 19:00 (20:00) | Cullen 29'           | (1–0) Jegyzőkönyv | van As 43' · van Male 52' | Riverbank Arena, London Játékvezetők: Carolina de la Fuente (ARG) Szoma Csieko (JPN) |

Elődöntő
| 2012. augusztus 8. 15:30 (16:30) | Hollandia (NED)                        | 2–2 (h. u.)            | Új-Zéland (NZL)               | Riverbank Arena, London Játékvezetők: Soledad Iparraguirre (ARG) Julie Ashton-Lucy (AUS) |
| 2012. augusztus 8. 15:30 (16:30) | Paumen 32', 53'                        | (1–1, 2–2) Jegyzőkönyv | Sharland 7' · Forgesson 49'   | Riverbank Arena, London Játékvezetők: Soledad Iparraguirre (ARG) Julie Ashton-Lucy (AUS) |
| 2012. augusztus 8. 15:30 (16:30) | Büntetőpárbaj:                         |                        |                               | Riverbank Arena, London Játékvezetők: Soledad Iparraguirre (ARG) Julie Ashton-Lucy (AUS) |
| 2012. augusztus 8. 15:30 (16:30) | van As Paumen de Goede van Geffen Hoog | 3 – 1                  | Sharland Michelsen Flynn Punt | Riverbank Arena, London Játékvezetők: Soledad Iparraguirre (ARG) Julie Ashton-Lucy (AUS) |

Döntő
| 2012. augusztus 10. 20:00 (21:00) | Hollandia (NED)                        | 2–0               | Argentína (ARG) | Riverbank Arena, London Játékvezetők: Julie Ashton-Lucy (AUS) Lisa Roach (AUS) |
| 2012. augusztus 10. 20:00 (21:00) | Dirkse van den Heuvel 45' · Paumen 54' | (0–0) Jegyzőkönyv |                 | Riverbank Arena, London Játékvezetők: Julie Ashton-Lucy (AUS) Lisa Roach (AUS) |

| Csapat          | Helyezés |
| --------------- | -------- |
| Hollandia (NED) |          |

## Íjászat
Férfi
| Versenyző        | Versenyszám | Selejtező | Selejtező | 64-es főtábla                   | 32-es főtábla                      | Nyolcaddöntő                 | Negyeddöntő                     | Elődöntő                           | Döntő                                          | Helyezés |
| Versenyző        | Versenyszám | Pont      | Kiemelt   | Ellenfél Eredmény               | Ellenfél Eredmény                  | Ellenfél Eredmény            | Ellenfél Eredmény               | Ellenfél Eredmény                  | Ellenfél Eredmény                              | Helyezés |
| ---------------- | ----------- | --------- | --------- | ------------------------------- | ---------------------------------- | ---------------------------- | ------------------------------- | ---------------------------------- | ---------------------------------------------- | -------- |
| Rick van der Ven | Egyéni      | 671       | 16.       | Jeff Henckels (LUX) (49.) · 6–2 | Gyenyisz Ganykin (KAZ) (17.) · 7–1 | Im Donghjon (KOR) (1.) · 7–1 | Kuo Cheng-wei (TPE) (40.) · 6–0 | Furukava Takaharu (JPN) (5.) · 5–6 | Bronzmérkőzés · Dai Xiaoxiang (CHN) (7.) · 5–6 | 4.       |

## Kerékpározás

### BMX
| Versenyző             | Versenyszám | Selejtező | Selejtező | Negyeddöntő | Negyeddöntő | Elődöntő | Elődöntő | Döntő   | Döntő    | Helyezés |
| Versenyző             | Versenyszám | Idő       | Helyezés  | Pont        | Helyezés    | Pont     | Helyezés | Idő     | Helyezés | Helyezés |
| --------------------- | ----------- | --------- | --------- | ----------- | ----------- | -------- | -------- | ------- | -------- | -------- |
| Raymon van der Biezen | Férfi       | 37,779    | 1.        | 3           | 1.          | 8        | 2.       | 38,492  | 4.       | 4.       |
| Twan van Gendt        | Férfi       | 38,339    | 3.        | 7           | 1.          | 8        | 2.       | 44,744  | 5.       | 5.       |
| Jelle van Gorkom      | Férfi       | 39,529    | 21.       | 31          | 7.          | kiesett  | kiesett  | kiesett | kiesett  | 27.      |
| Laura Smulders        | Női         | 39,420    | 6.        |             |             | 11       | 3.       | 38,231  | 3.       |          |

### Hegyi-kerékpározás
| Versenyző      | Versenyszám        | Idő             | Helyezés |
| -------------- | ------------------ | --------------- | -------- |
| Rudi van Houts | Férfi terepverseny | 1:32:53 (+3:46) | 17.      |

### Országúti kerékpározás
Férfi
| Versenyző           | Versenyszám   | Idő                 | Helyezés |
| ------------------- | ------------- | ------------------- | -------- |
| Lars Boom           | Időfutam      | 55:29,74 (+4:50,20) | 22.      |
| Lars Boom           | Mezőnyverseny | 5:46:05 (+0:08)     | 11.      |
| Robert Gesink       | Mezőnyverseny | 5:46:05 (+0:08)     | 23.      |
| Sebastian Langeveld | Mezőnyverseny | 5:46:37 (+0:40)     | 74.      |
| Niki Terpstra       | Mezőnyverseny | 5:46:37 (+0:40)     | 82.      |
| Lieuwe Westra       | Mezőnyverseny | 5:46:47 (+0:50)     | 97.      |
| Lieuwe Westra       | Időfutam      | 54:19,62 (+3:40,08) | 11.      |

Női
| Versenyző            | Versenyszám   | Idő                 | Helyezés        |
| -------------------- | ------------- | ------------------- | --------------- |
| Marianne Vos         | Időfutam      | 40:40,79 (+3:05,97) | 16.             |
| Marianne Vos         | Mezőnyverseny | 3:35:29 (+0)        |                 |
| Annemiek van Vleuten | Mezőnyverseny | 3:35:56 (+0:27)     | 14.             |
| Loes Gunnewijk       | Mezőnyverseny | limitidőn kívül     | limitidőn kívül |
| Ellen van Dijk       | Mezőnyverseny | limitidőn kívül     | limitidőn kívül |
| Ellen van Dijk       | Időfutam      | 38:53,68 (+1:18,86) | 8.              |

### Pálya-kerékpározás
Sprintversenyek
| Versenyző                    | Versenyszám  | Selejtező  | Selejtező  | 1. forduló                        | Vigaszág                                              | Vigaszág | 2. forduló                        | Vigaszág                                         | Vigaszág | 9–12. helyért                                                              | 9–12. helyért | Negyeddöntő                                                | 5–8. helyért           | 5–8. helyért | Elődöntő             | Döntő                | Helyezés |
| Versenyző                    | Versenyszám  | Idő        | Hely.      | Ellenfél Győztes idő              | Ellenfelek Győztes idő                                | Hely.    | Ellenfél Győztes idő              | Ellenfelek Győztes idő                           | Hely.    | Ellenfelek Győztes idő                                                     | Hely.         | Ellenfél Győztes idő                                       | Ellenfelek Győztes idő | Hely.        | Ellenfél Győztes idő | Ellenfél Győztes idő | Helyezés |
| ---------------------------- | ------------ | ---------- | ---------- | --------------------------------- | ----------------------------------------------------- | -------- | --------------------------------- | ------------------------------------------------ | -------- | -------------------------------------------------------------------------- | ------------- | ---------------------------------------------------------- | ---------------------- | ------------ | -------------------- | -------------------- | -------- |
| Teun Mulder                  | Férfi egyéni | nem indult | nem indult | kiesett                           | kiesett                                               | kiesett  | kiesett                           | kiesett                                          | kiesett  | kiesett                                                                    | kiesett       | kiesett                                                    | kiesett                | kiesett      | kiesett              | kiesett              | –        |
| Willy Kanis                  | Női egyéni   | 11,322     | 11.        | Simona Krupeckaitė (LTU) · 11,528 | Virginie Cueff (FRA) · Daniela Larreal (VEN) · 11,643 | 1.       | Victoria Pendleton (GBR) · 11,840 | Ljubov Sulika (UKR) · Lee Wai Sze (HKG) · 11,461 | 3.       | Lee Wai Sze (HKG) · Monique Sullivan (CAN) · Natasha Hansen (NZL) · 11,852 | 1.            |                                                            |                        |              |                      |                      | 9.       |
| Yvonne Hijgenaar Willy Kanis | Női csapat   | 33,253     | 5.         |                                   |                                                       |          |                                   |                                                  |          |                                                                            |               | Ausztrália (AUS) · Kaarle Mcculloch · Anna Meares · 33,090 |                        |              | kiesett              | kiesett              | 5.       |

Üldözőversenyek
| Versenyző                                                                 | Versenyszám  | Selejtező | Selejtező | Elődöntő                                                                                                | Elődöntő  | Elődöntő | Döntő                                                                                            | Döntő     | Döntő    |
| Versenyző                                                                 | Versenyszám  | Idő       | Hely.     | Ellenfél Idő                                                                                            | Saját idő | Hely.    | Ellenfél Idő                                                                                     | Saját idő | Helyezés |
| ------------------------------------------------------------------------- | ------------ | --------- | --------- | --- | --------- | -------- | ------------------------------------------------------------------------------------------------ | --------- | -------- |
| Levi Heimans Jenning Huizenga Wim Stroetinga Tim Veldt Michael Vingerling | Férfi csapat | 4:03,818  | 8.        | Oroszország (RUS) · Jevgenyij Kovaljov · Ivan Kovaljov · Alekszej Markov · Alekszandr Szerov · 3:57,237 | 4:04,029  | 7.       | 7. helyért · Kolumbia (COL) · Edwin Ávila · Arles Castro · Kevin Rios · Weimar Roldan · 4:04,772 | 4:04,569  | 7.       |
| Vera Koedooder Amy Pieters Ellen van Dijk Kirsten Wild                    | Női csapat   | 3:21,602  | 6.        | Németország (GER) · Judith Arndt · Charlotte Becker · Lisa Brennauer · 3:21,086                         | 3:20,013  | 6.       | 5. helyért · Új-Zéland (NZL) · Lauren Ellis · Jaime Nielsen · Alison Shanks · 3:19,351           | 3:23,256  | 6.       |

Keirin
| Versenyző   | Versenyszám | 1. forduló | Vigaszág | 2. forduló | Döntő            | Helyezés |
| Versenyző   | Versenyszám | Helyezés   | Helyezés | Helyezés   | Helyezés         | Helyezés |
| ----------- | ----------- | ---------- | -------- | ---------- | ---------------- | -------- |
| Teun Mulder | Férfi       | 2.         |          | 3.         | 3.               | *        |
| Willy Kanis | Női         | 6.         | 2.       | 4.         | 7–12. helyért 6. | 12.      |

* - egy másik versenyzővel azonos eredményt ért el
Omnium
| Versenyző    | Versenyszám | 200 méter | 200 méter | 20 km-es pontverseny | 20 km-es pontverseny | Kieséses verseny | 3 km-es egyéni üldözőverseny | 3 km-es egyéni üldözőverseny | 10 km-es scratch | 10 km-es scratch | 500 m-es időfutam | 500 m-es időfutam | Összesítés | Összesítés |
| Versenyző    | Versenyszám | Idő       | Hely.     | Pont                 | Hely.                | Hely.            | Eredmény                     | Hely.                        | Lekörözés        | Hely.            | Idő               | Hely.             | Pont       | Helyezés   |
| ------------ | ----------- | --------- | --------- | -------------------- | -------------------- | ---------------- | ---------------------------- | ---------------------------- | ---------------- | ---------------- | ----------------- | ----------------- | ---------- | ---------- |
| Kirsten Wild | Női         | 14,335    | 4.        | 2                    | 16.                  | 5.               | 3:39,741                     | 6.                           | 0                | 4.               | 37,152            | 15.               | 50         | 6.         |

## Lovaglás
Díjlovaglás
| Versenyző                                         | Ló                 | Versenyszám | 1. kör | 1. kör | 2. kör | 2. kör | Döntő     | Döntő   | Végeredmény | Végeredmény |
| Versenyző                                         | Ló                 | Versenyszám | 1. kör | 1. kör | 2. kör | 2. kör | Technikai | Művészi | Végeredmény | Végeredmény |
| Versenyző                                         | Ló                 | Versenyszám | Pont   | Hely.  | Pont   | Hely.  | Pont      | Pont    | Pont        | Helyezés    |
| ------------------------------------------------- | ------------------ | ----------- | ------ | ------ | ------ | ------ | --------- | ------- | ----------- | ----------- |
| Adelinde Cornelissen                              | Parzival           | Egyéni      | 81,687 | 2.     | 81,968 | 2.     | 84,107    | 92,286  | 88,196      |             |
| Edward Gal                                        | Glock's Undercover | Egyéni      | 75,395 | 11.    | 75,556 | 10.    | 76,964    | 83,571  | 80,267      | 9.          |
| Patrick van der Meer                              | Uzzo               | Egyéni      | 70,912 | 25.    | 67,444 | 32.    | kiesett   | kiesett | kiesett     | kiesett     |
| Anky van Grunsven                                 | Salinero           | Egyéni      | 73,343 | 16.    | 74,794 | 12.    | 77,714    | 86,286  | 82,000      | 6.          |
| Adelinde Cornelissen Edward Gal Anky van Grunsven | lásd fentebb       | Csapat      | 76,809 | 3.     | 77,439 | 3.     |           |         | 77,124      |             |

Díjugratás
| Versenyző                                                         | Ló                 | Versenyszám | Selejtező | Selejtező | Selejtező | Selejtező | Selejtező | Selejtező | Selejtező | Selejtező | Döntő   | Döntő   | Döntő   | Végeredmény | Végeredmény |
| Versenyző                                                         | Ló                 | Versenyszám | 1. kör    | 1. kör    | 2. kör    | 2. kör    | 2. kör    | 3. kör    | 3. kör    | 3. kör    | 1. kör  | 1. kör  | 2. kör  | Végeredmény | Végeredmény |
| Versenyző                                                         | Ló                 | Versenyszám | Bünt.     | Hely.     | Bünt.     | Össz.     | Hely.     | Bünt.     | Össz.     | Hely.     | Bünt.   | Hely.   | Bünt.   | Bünt.       | Helyezés    |
| ----------------------------------------------------------------- | ------------------ | ----------- | --------- | --------- | --------- | --------- | --------- | --------- | --------- | --------- | ------- | ------- | ------- | ----------- | ----------- |
| Marc Houtzager                                                    | Sterrehof's Tamino | Egyéni      | 0         | 1.        | 0         | 0         | 1.        | 0         | 0         | 1.        | 4       | 11.     | 4       | 8           | 9.          |
| Gerco Schröder                                                    | London             | Egyéni      | 0         | 1.        | 4         | 4         | 17.       | 4         | 8         | 11.       | 1       | 7.      | 0       | 1           | *           |
| Maikel van der Vleuten                                            | Verdi              | Egyéni      | 0         | 1.        | 0         | 0         | 1.        | 0         | 0         | 1.        | feladta | feladta | kiesett | kiesett     | kiesett     |
| Jur Vrieling                                                      | Bubalu             | Egyéni      | 0         | 1.        | 8         | 8         | 31.       | 8         | 16        | 33.       | kiesett | kiesett | kiesett | kiesett     | kiesett     |
| Marc Houtzager Gerco Schröder Maikel van der Vleuten Jur Vrieling | lásd fentebb       | Csapat      |           |           |           |           |           |           |           |           | 4       | 2.      | 4       | 8           | **          |

Lovastusa
| Versenyző                            | Ló                | Versenyszám | Díjlovaglás | Díjlovaglás | Tereplovaglás | Tereplovaglás | Tereplovaglás | Díjugratás | Díjugratás  | Díjugratás | Díjugratás | Végeredmény | Végeredmény |
| Versenyző                            | Ló                | Versenyszám | Díjlovaglás | Díjlovaglás | Tereplovaglás | Tereplovaglás | Tereplovaglás | Selejtező  | Selejtező   | Selejtező  | Döntő      | Végeredmény | Végeredmény |
| Versenyző                            | Ló                | Versenyszám | Bünt.       | Hely.       | Bünt.         | Bünt. össz.   | Hely.         | Bünt.      | Bünt. össz. | Hely.      | Bünt.      | Bünt.       | Helyezés    |
| ------------------------------------ | ----------------- | ----------- | ----------- | ----------- | ------------- | ------------- | ------------- | ---------- | ----------- | ---------- | ---------- | ----------- | ----------- |
| Andrew Heffernan                     | Millthyme Corolla | Egyéni      | 50,60       | 34.         | 12,40         | 63,00         | 32.           | 12,00      | 75,00       | 33.        | kiesett    | 75,00       | 33.         |
| Tim Lips                             | Concrex Oncarlos  | Egyéni      | 51,70       | 39.         | 22,00         | 73,70         | 39.           | 13,00      | 86,70       | 38.        | kiesett    | 86,70       | 38.         |
| Elaine Pen                           | Vira              | Egyéni      | 52,20       | 43.         | visszalépett  | visszalépett  | visszalépett  | kiesett    | kiesett     | kiesett    | kiesett    | kiesett     | kiesett     |
| Andrew Heffernan Tim Lips Elaine Pen | lásd fentebb      | Csapat      | 154,50      | 12.         | 982,20        | 1136,70       | 11.           |            |             |            | 25,00      | 1161,70     | 11.         |

* - egy másik versenyzővel azonos eredményt ért el, az ezüstéremről szétugratás döntött. 0 büntetőponttal és 49,79-os idővel az 1. helyen végzett, így ezüstérmes lett.
** - egy másik csapattal azonos eredményt ért el, az aranyéremről szétugratás döntött. 4 büntetőponttal a 2. helyen végzett, így ezüstérmes lett.

## Röplabda

### Strandröplabda

#### Férfi
| Versenyző                        | Csoportkör | Csoportkör | 16 közé jutásért  | Nyolcaddöntő                                        | Negyeddöntő                                                     | Elődöntő                                                           | Döntő                                                                                    | Helyezés |
| Versenyző                        | Ellenfél Eredmény | Hely.      | Ellenfél Eredmény | Ellenfél Eredmény                                   | Ellenfél Eredmény                                               | Ellenfél Eredmény                                                  | Ellenfél Eredmény                                                                        | Helyezés |
| -------------------------------- | --- | ---------- | ----------------- | --------------------------------------------------- | --------------------------------------------------------------- | ------------------------------------------------------------------ | ---------------------------------------------------------------------------------------- | -------- |
| Reinder Nummerdor Richard Schuil | E csoport · Venezuela (VEN) · Igor Hernández · Jesus Villafañe · 21–18, 17–21, 15–10 · Németország (GER) · Jonathan Erdmann · Kay Matysik · 21–9, 21–16 · Lettország (LAT) · Mārtiņš Pļaviņš · Jānis Šmēdiņš · 14–21, 18–21 | 2.         |                   | Svájc (SUI) · Bellaguarda · Heuscher · 22–20, 21–15 | Olaszország (ITA) · Daniele Lupo · Paolo Nicolai · 21–16, 21–18 | Németország (GER) · Julius Brink · Jonas Reckermann · 14–21, 16–21 | Bronzmérkőzés · Lettország (LAT) · Mārtiņš Pļaviņš · Jānis Šmēdiņš · 21–19, 19–21, 11–15 | 4.       |

#### Női
| Versenyző                            | Csoportkör | Csoportkör | 16 közé jutásért                                                   | Nyolcaddöntő                                                                     | Negyeddöntő       | Elődöntő          | Döntő             | Helyezés |
| Versenyző                            | Ellenfél Eredmény | Hely.      | Ellenfél Eredmény                                                  | Ellenfél Eredmény                                                                | Ellenfél Eredmény | Ellenfél Eredmény | Ellenfél Eredmény | Helyezés |
| ------------------------------------ | --- | ---------- | ------------------------------------------------------------------ | -------------------------------------------------------------------------------- | ----------------- | ----------------- | ----------------- | -------- |
| Sanne Keizer Marleen van Iersel      | D csoport · Spanyolország (ESP) · Elsa Baquerizo · Liliana Fernández · 21–14, 16–21, 11–15 · Egyesült Államok (USA) · Jennifer Kessy · April Ross · 15–21, 21–12, 8–15 · Argentína (ARG) · Ana Gallay · María Zonta · 21–12, 21–16 | 3.         |                                                                    | Egyesült Államok (USA) · Misty May-Treanor · Kerri Walsh Jennings · 13–21, 12–21 | kiesett           | kiesett           | kiesett           | 9.       |
| Madelein Meppelink Sophie van Gestel | E csoport · Brazília (BRA) · Maria Antonelli · Talita Antunes · 21–10, 21–19 · Ausztrália (AUS) · Louise Bawden · Becchara Palmer · 21–19, 21–15 · Németország (GER) · Sara Goller · Laura Ludwig · 18–21, 14–21                   | 3.         | Csehország (CZE) · Lenka Háječková · Hana Klapalová · 21–17, 21–17 | Brazília (BRA) · Juliana Felisberta · Larissa França · 10–21, 17–21              | kiesett           | kiesett           | kiesett           | 9.       |

## Sportlövészet
Férfi
| Versenyző         | Versenyszám           | Selejtező | Selejtező | Döntő   | Döntő    |
| Versenyző         | Versenyszám           | Pont      | Helyezés  | Pont    | Helyezés |
| ----------------- | --------------------- | --------- | --------- | ------- | -------- |
| Peter Hellenbrand | Légpuska              | 596       | 7.        | 699,8   | 5.       |
| Peter Hellenbrand | Sportpuska, fekvő     | 588       | 43.       | kiesett | kiesett  |
| Peter Hellenbrand | Sportpuska, összetett | 1160      | 28.       | kiesett | kiesett  |

## Taekwondo
Férfi
| Versenyző    | Versenyszám | Nyolcaddöntő                         | Negyeddöntő                | Elődöntő          | Vigaszág elődöntő | Bronz- mérkőzés   | Döntő             | Helyezés |
| Versenyző    | Versenyszám | Ellenfél Eredmény                    | Ellenfél Eredmény          | Ellenfél Eredmény | Ellenfél Eredmény | Ellenfél Eredmény | Ellenfél Eredmény | Helyezés |
| ------------ | ----------- | ------------------------------------ | -------------------------- | ----------------- | ----------------- | ----------------- | ----------------- | -------- |
| Tommy Mollet | Váltósúly   | Ahmed Abdelrahman (EGY) · 9–8 (h.h.) | Arman Jeremjan (ARM) · 4–6 | kiesett           |                   |                   |                   | 9.       |

## Tenisz
Férfi
| Versenyző                     | Versenyszám | 64-es főtábla                    | 32-es főtábla                                                | Nyolcaddöntő      | Negyeddöntő       | Elődöntő          | Bronz- mérkőzés   | Döntő             | Helyezés |
| Versenyző                     | Versenyszám | Ellenfél Eredmény                | Ellenfél Eredmény                                            | Ellenfél Eredmény | Ellenfél Eredmény | Ellenfél Eredmény | Ellenfél Eredmény | Ellenfél Eredmény | Helyezés |
| ----------------------------- | ----------- | -------------------------------- | ------------------------------------------------------------ | ----------------- | ----------------- | ----------------- | ----------------- | ----------------- | -------- |
| Robin Haase                   | Egyes       | Richard Gasquet (FRA) · 3–6, 3–6 | kiesett                                                      | kiesett           | kiesett           | kiesett           | kiesett           | kiesett           | 33.      |
| Robin Haase Jean-Julien Rojer | Páros       |                                  | India (IND) · Lijendar Pedzs · Visnu Vardhan · 6–7, 6–4, 2–6 | kiesett           | kiesett           | kiesett           | kiesett           | kiesett           | 17.      |

## Tollaslabda
| Versenyző | Versenyszám | Csoportkör                                                                                     | Csoportkör | Nyolcaddöntő                       | Negyeddöntő       | Elődöntő          | Bronz- mérkőzés   | Döntő             | Helyezés |
| Versenyző | Versenyszám | Ellenfél Eredmény                                                                              | Hely.      | Ellenfél Eredmény                  | Ellenfél Eredmény | Ellenfél Eredmény | Ellenfél Eredmény | Ellenfél Eredmény | Helyezés |
| --------- | ----------- | ---------------------------------------------------------------------------------------------- | ---------- | ---------------------------------- | ----------------- | ----------------- | ----------------- | ----------------- | -------- |
| Jie Yao   | Női egyes   | F csoport · Ragna Ingólfsdóttir (ISL) · 21–12, 25–23 · Akvilė Stapušaitytė (LTU) · 21–16, 21–7 | 1.         | Sájna Nehavál (IND) · 14–21, 16–21 | kiesett           | kiesett           | kiesett           | kiesett           | 9.       |

## Torna
Férfi
| Versenyző       | Versenyszám | Selejtező | Selejtező | Döntő    | Döntő    |
| Versenyző       | Versenyszám | Pontszám  | Helyezés  | Pontszám | Helyezés |
| --------------- | ----------- | --------- | --------- | -------- | -------- |
| Epke Zonderland | Korlát      | 15,133    | 18.       | kiesett  | kiesett  |
| Epke Zonderland | Nyújtó      | 15,966    | 1.        | 16,533   |          |

Női
| Versenyző         | Versenyszám      | Selejtező | Selejtező | Döntő    | Döntő    |
| Versenyző         | Versenyszám      | Pontszám  | Helyezés  | Pontszám | Helyezés |
| ----------------- | ---------------- | --------- | --------- | -------- | -------- |
| Céline van Gerner | Talaj            | 12,966    | 56.       | kiesett  | kiesett  |
| Céline van Gerner | Ugrás            | 13,700    |           | kiesett  | kiesett  |
| Céline van Gerner | Felemás korlát   | 14,866    | 10.       | kiesett  | kiesett  |
| Céline van Gerner | Gerenda          | 14,100    | 25.       | kiesett  | kiesett  |
| Céline van Gerner | Egyéni összetett | 55,632    | 19.       | 57,232   | 12.      |

### Trambulin
| Versenyző   | Versenyszám | Selejtező | Selejtező | Döntő    | Döntő    |
| Versenyző   | Versenyszám | Pontszám  | Helyezés  | Pontszám | Helyezés |
| ----------- | ----------- | --------- | --------- | -------- | -------- |
| Rea Lenders | Női         | 98,115    | 13.       | kiesett  | kiesett  |

## Triatlon
| Versenyző      | Versenyszám | 1,5 km úszás | Depózás 1 | 40 km kerékpározás | Depózás 2 | 10 km futás | Összesítés | Összesítés |
| Versenyző      | Versenyszám | Idő          | Idő       | Idő                | Idő       | Idő         | Idő        | Helyezés   |
| -------------- | ----------- | ------------ | --------- | ------------------ | --------- | ----------- | ---------- | ---------- |
| Rachel Klamer  | Női         | 19:27        | 0:44      | 1:07:14            | 0:35      | 36:59       | 2:04:59    | 36.        |
| Maaike Caelers | Női         | 20:49        | 0:44      | 1:09:41            | 0:36      | 35:03       | 2:06:53    | 41.        |

## Úszás
Férfi
| Versenyző                                                                  | Versenyszám            | Előfutam | Előfutam | Előfutam | Elődöntő | Elődöntő | Elődöntő | Döntő   | Döntő    |
| Versenyző                                                                  | Versenyszám            | Idő      | Hely.    | Össz.    | Idő      | Hely.    | Össz.    | Idő     | Helyezés |
| -------------------------------------------------------------------------- | ---------------------- | -------- | -------- | -------- | -------- | -------- | -------- | ------- | -------- |
| Sebastiaan Verschuren                                                      | 100 m gyors            | 48,37    | 1.       | 3.       | 48,13    | 3.       | 4.       | 47,88   | 5.       |
| Sebastiaan Verschuren                                                      | 200 m gyors            | 1:47,31  | 4.       | 11.      | 1:46,95  | 6.       | 11.      | kiesett | kiesett  |
| Dion Dreesens                                                              | 200 m gyors            | 1:49,00  | 8.       | 27.*     | kiesett  | kiesett  | kiesett  | kiesett | kiesett  |
| Job Kienhuis                                                               | 1500 m gyors           | 15:03,16 | 5.       | 11.      |          |          |          | kiesett | kiesett  |
| Bastiaan Lijesen                                                           | 100 m hát              | 54,88    | 5.       | 23.      | kiesett  | kiesett  | kiesett  | kiesett | kiesett  |
| Nick Driebergen                                                            | 100 m hát              | 53,62    | 4.       | 6.       | 53,81    | 5.       | 10.      | kiesett | kiesett  |
| Nick Driebergen                                                            | 200 m hát              | 1:57,29  | 2.       | 7.       | 1:57,35  | 4.       | 9.       | kiesett | kiesett  |
| Lennart Stekelenburg                                                       | 100 m mell             | 1:00,96  | 6.       | 20.      | kiesett  | kiesett  | kiesett  | kiesett | kiesett  |
| Lennart Stekelenburg                                                       | 200 m mell             | 2:12,02  | 7.       | 18.      | kiesett  | kiesett  | kiesett  | kiesett | kiesett  |
| Joeri Verlinden                                                            | 100 m pillangó         | 52,07    | 3.       | 9.       | 51,75    | 4.       | 5.       | 51,82   | 6.       |
| Nick Driebergen Lennart Stekelenburg Joeri Verlinden Sebastiaan Verschuren | 4 × 100 m vegyes váltó | 3:33,78  | 3.       | 5.       |          |          |          | 3:33,46 | 7.       |

Női
| Versenyző                                                                            | Versenyszám            | Előfutam | Előfutam | Előfutam | Elődöntő     | Elődöntő     | Elődöntő     | Döntő   | Döntő    |
| Versenyző                                                                            | Versenyszám            | Idő      | Hely.    | Össz.    | Idő          | Hely.        | Össz.        | Idő     | Helyezés |
| ------------------------------------------------------------------------------------ | ---------------------- | -------- | -------- | -------- | ------------ | ------------ | ------------ | ------- | -------- |
| Marleen Veldhuis                                                                     | 50 m gyors             | 24,57    | 2.       | 2.       | 24,50        | 1.           | 3.           | 24,39   |          |
| Ranomi Kromowidjojo                                                                  | 50 m gyors             | 24,51    | 1.       | 1.       | 24,07        | 1.           | 1.           | 24,05   |          |
| Ranomi Kromowidjojo                                                                  | 100 m gyors            | 53,66    | 3.       | 5.       | 53,05        | 1.           | 1.           | 53,00   |          |
| Femke Heemskerk                                                                      | 100 m gyors            | 54,43    | 4.       | 15.*     | 54,13        | 6.           | 11.          | kiesett | kiesett  |
| Inge Dekker Marleen Veldhuis Femke Heemskerk Ranomi Kromowidjojo Hinkelien Schreuder | 4 × 100 m gyorsváltó   | 3:37,76  | 2.       | 3.       |              |              |              | 3:33,79 |          |
| Sharon van Rouwendaal                                                                | 100 m hát              | 1:00,61  | 8.       | 20.      | kiesett      | kiesett      | kiesett      | kiesett | kiesett  |
| Sharon van Rouwendaal                                                                | 200 m hát              | 2:10,60  | 5.       | 16.      | 2:09,50      | 6.           | 11.          | kiesett | kiesett  |
| Moniek Nijhuis                                                                       | 100 m mell             | 1:08,31  | 5.       | 20.      | kiesett      | kiesett      | kiesett      | kiesett | kiesett  |
| Inge Dekker                                                                          | 100 m pillangó         | 58,30    | 3.       | 10.      | visszalépett | visszalépett | visszalépett | kiesett | kiesett  |
| Sharon van Rouwendaal Moniek Nijhuis Inge Dekker Ranomi Kromowidjojo Femke Heemskerk | 4 × 100 m vegyes váltó | 3:59,19  | 1.       | 5.       |              |              |              | 3:57,28 | 6.       |

* - egy másik versenyzővel azonos eredményt ért el

## Vitorlázás
Férfi
| Versenyző                | Versenyszám     | Futam | Futam | Futam | Futam | Futam | Futam | Futam | Futam | Futam | Futam | Futam   | Pontszám | Helyezés |
| Versenyző                | Versenyszám     | 1     | 2     | 3     | 4     | 5     | 6     | 7     | 8     | 9     | 10    | É       | Pontszám | Helyezés |
| ------------------------ | --------------- | ----- | ----- | ----- | ----- | ----- | ----- | ----- | ----- | ----- | ----- | ------- | -------- | -------- |
| Dorian van Rijsselberghe | Szörfvitorlázás | 1     | 1     | 1     | 3     | 1     | 2     | 1     | 2     | 1     | (39*) | 2       | 15       |          |
| Rutger van Schaardenburg | Laser           | (33)  | 11    | 14    | 7     | 11    | 14    | 26    | 5     | 19    | 23    | kiesett | 130      | 14.      |
| Kalle Coster Sven Coster | 470-es osztály  | 8     | 5     | 19    | 7     | 21    | (24)  | 9     | 22    | 6     | 8     | kiesett | 105      | 12.      |
| Pieter-Jan Postma        | Finn dingi      | 5     | 10    | 3     | 4     | (20)  | 13    | 2     | 2     | 1     | 2     | 10      | 52       | 4.       |

Női
| Versenyző                     | Versenyszám    | Futam | Futam | Futam | Futam | Futam | Futam | Futam | Futam | Futam | Futam | Futam | Pontszám | Helyezés |
| Versenyző                     | Versenyszám    | 1     | 2     | 3     | 4     | 5     | 6     | 7     | 8     | 9     | 10    | É     | Pontszám | Helyezés |
| ----------------------------- | -------------- | ----- | ----- | ----- | ----- | ----- | ----- | ----- | ----- | ----- | ----- | ----- | -------- | -------- |
| Marit Bouwmeester             | Laser radial   | (6)   | 3     | 4     | 5     | 6     | 1     | 4     | 3     | 6     | 1     | 4     | 37       |          |
| Lobke Berkhout Lisa Westerhof | 470-es osztály | 1     | 8     | 6     | 4     | 2     | 18    | 4     | 3     | (20)  | 6     | 12    | 64       |          |

| Versenyző                                          | Versenyszám | Csoportkör | Csoportkör | Csoportkör | Csoportkör | Csoportkör | Csoportkör | Csoportkör | Csoportkör | Csoportkör | Csoportkör | Csoportkör | Csoportkör | Csoportkör | Kieséses szakasz       | Kieséses szakasz | Kieséses szakasz | Helyezés |
| Versenyző                                          | Versenyszám | NZL        | RUS        | FRA        | FIN        | ESP        | DEN        | POR        | AUS        | USA        | GBR        | SWE        | Pont       | Hely.      | Negyeddöntő            | Elődöntő         | Döntő            | Helyezés |
| -------------------------------------------------- | ----------- | ---------- | ---------- | ---------- | ---------- | ---------- | ---------- | ---------- | ---------- | ---------- | ---------- | ---------- | ---------- | ---------- | ---------------------- | ---------------- | ---------------- | -------- |
| Renee Groeneveld Annemieke Bes Marcelien de Koning | Elliott 6 m | 1–0        | 0–1        | 0–1        | 1–0        | 0–1        | 0–1        | 1–0        | 0–1        | 0–1        | 1–0        | 0–1        | 4          | 8.         | Ausztrália (AUS) · 1–3 | kiesett          | kiesett          | 8.       |

* - nem ért célba

## Vívás
Férfi
| Versenyző     | Versenyszám       | Selejtező                     | 32-es főtábla             | Nyolcaddöntő      | Negyeddöntő       | Elődöntő          | Bronz- mérkőzés   | Döntő             | Helyezés |
| Versenyző     | Versenyszám       | Ellenfél Eredmény             | Ellenfél Eredmény         | Ellenfél Eredmény | Ellenfél Eredmény | Ellenfél Eredmény | Ellenfél Eredmény | Ellenfél Eredmény | Helyezés |
| ------------- | ----------------- | ----------------------------- | ------------------------- | ----------------- | ----------------- | ----------------- | ----------------- | ----------------- | -------- |
| Bas Verwijlen | Párbajtőr, egyéni | Athos Schwantes (BRA) · 15–10 | Jörg Fiedler (GER) · 8–15 | kiesett           | kiesett           | kiesett           | kiesett           | kiesett           | 13.      |